# Mocro Maffia
De Mocro Maffia (of Mocromaffia of cocaïnemaffia) is een verzamelnaam voor een aantal criminele organisaties bestaande uit criminelen van voornamelijk Marokkaanse afkomst actief in Nederland, België en Spanje. Deze criminelen handelen vooral in cocaïne via de havens van Antwerpen, Rotterdam en Algeciras. Een conflict binnen de Mocro Maffia leidde in 2012 tot een Mocro-oorlog tussen rivaliserende criminele organisaties met aan de ene kant Gwenette Martha en zijn rechterhand Najib Bouhbouh en aan de andere kant Benaouf 'Ben' Adaoui en Houssine 'Hoes' Ait Soussan. Dit conflict heeft geleid tot tientallen liquidaties en vergismoorden. Bekende criminelen geassocieerd met de Mocro Maffia zijn Gwenette Martha, Najib Bouhbouh, Benaouf Adaoui, Houssine Ait Soussan, Ridouan Taghi en Saïd Razzouki.

## Aanleiding van de Amsterdamse onderwereldoorlog
Volgens verschillende onderzoeken en gekraakte PGP-berichten was de aanleiding van de Amsterdamse onderwereldoorlog (Mocro Maffia-oorlog) een gestolen of onderschepte lading van 200 kilogram cocaïne in de havens van Antwerpen dat in maart 2012 plaatsvond. Doordat Gwenette Martha steeds vaker vast kwam te zitten, kreeg Houssine 'Hoes' Ait Soussan (voormalige vriend en compagnon van Gwenette Martha) en Najib Bouhbouh (rechterhand van Gwenette Martha) vaker de verantwoordelijkheden in de organisatie. Op een gegeven moment ontstond een conflict tussen Houssine en Gwenette Martha en hij besloot dat hij ook zonder Gwenette Martha verder kon gaan. Gwenette Martha was hier later niet blij mee, omdat Houssine misbruik heeft gemaakt van de door Gwenette Martha's opgezette cocaïnelijnen- en netwerk toen Gwenette steeds vast kwam te zitten.
Benaouf A. was de zwager van Houssine Ait Soussan en werd op die manier geïntroduceerd in de cocaïnehandel. Benaouf groeit enorm snel en heeft in een korte tijd samen met andere investeerders zelf 200 kilogram cocaïne besteld dat in de havens van Antwerpen moest worden opgehaald. Benaouf had een groep uithalers ingeschakeld, maar om onbekende redenen ging dit niet door, waardoor Benaouf op korte termijn snel een andere groep moest regelen. De groep waar Gwenette Martha, Najib Bouhbouh en Houssine Ait Soussan altijd mee hebben samengewerkt waren de 'Turtles'. Dit is een groep uithalers uit Antwerpen die de getransporteerde cocaïne uit de containers haalden uit de havens van Antwerpen. Omdat Benaouf geen contacten had met de Turtles en geen vriend was van Gwenette Martha, vroeg hij of Houssine een groep kende die dit wilde doen. Uiteindelijk werden de Turtles ingeschakeld (waarschijnlijk via Najib Bouhbouh). Later werd er bekend gemaakt dat de cocaïne niet aanwezig was in de container. Het zou onderschept zijn volgens de Turtles. De opdrachtgevers, waaronder Benaouf, accepteerden en geloofden dit niet en stuurden een strafexpeditie naar Antwerpen om een van de Turtles te ontvoeren en vast te houden. Er zou losgeld betaald moeten worden om hem vrij te laten. Ook hebben zij een foto gemaakt met de ontvoerde Turtle in of naast een gehaktmolen, waarna de foto gestuurd werd naar de familie. Ook Gwenette Martha kwam dit ter ore toen hij hoorde dat Benaouf aan het jagen was op de Turtles. Dit was het startschot van de Amsterdamse onderwereldoorlog. Houssine zat ertussenin en moest kiezen voor zijn schoonfamilie Benaouf of zijn 'ex-vriend' Gwenette Martha.
Uiteindelijk was het kamp Benaouf en Houssine tegen kamp Gwenette Martha en Najib Bouhbouh.

### Eerste liquidaties na het conflict
Redouan Boutaka, een veroordeelde bankovervaller en een goede vriend van Gwenette Martha, werd in de onderwereld ervan verdacht meerdere liquidaties te hebben gepleegd. Hij is hier officieel nooit voor verdacht of voor veroordeeld. Nadat hij onderdook in het buitenland (waarschijnlijk Jamaica), leek het erop dat Gwenette Martha hem terug had geroepen, omdat er net een conflict was begonnen tussen de twee rivaliserende groepen. Benaouf had het gevoel dat Boutaka het op hem gemunt had en dat hij teruggeroepen werd om Benaouf te liquideren. Benaouf liet hem op 22 april 2012 preventief liquideren in een waterpijpcafé in Amsterdam.
Najib Bouhbouh, de rechterhand en een jeugdvriend van Gwenette Martha, werd op 18 oktober 2012 op klaarlichte dag voor een hotel in Antwerpen geliquideerd door twee schutters. Najib Bouhbouh had een afspraak in het hotel met een 'goede vriend' van hem (Chris Bouman) en een derde onbekende persoon. Toen het drietal naar buiten liep, stuurde Chris Bouman een sms naar de schutter dat het drietal nu naar buiten loopt, waardoor de schutters naar het drietal toe liepen en Najib Bouhbouh hebben geliquideerd. Chris Bouman zou achteraf een dubbele rol hebben gespeeld en dus betrokken zijn geweest voor deze liquidatie. Benaouf A. zou wederom de opdrachtgever zijn geweest en is in 2014 hiervoor veroordeeld tot een gevangenisstraf van 12 jaar. Op het moment van de liquidatie zat Gwenette Martha vast, maar toen hij hiervan hoorde, werd hij erg emotioneel. Hij beschouwde Najib Bouhbouh als een tweede broer (zijn eerste broer werd doodgeschoten en overleed in zijn armen). Gwenette Martha zou na de liquidatie van Najib Bouhbouh zich hebben bekeerd tot de islam.
Hierna volgt op 29 december 2012 de dubbele liquidatie in de Staatsliedenbuurt, waarbij twee jonge mannen (Saïd el Yazidi van 21 en Youssef Lkhorf van 28) op een brute wijze zijn doodgeschoten met zware automatische wapens. Dit zou een reactie zijn geweest vanuit het kamp van Gwenette Martha op de dood van Redouan Boutaka, maar vooral op die van Najib Bouhbouh. Benaouf was die avond op pad met Saïd el Yazidi en Youssef Lkhorf in een Landrover, omdat hij een afspraak had met een derde persoon (hoogstwaarschijnlijk Rida Bennajem). Ze lopen een stukje, totdat zij een auto hoorden aan komen scheuren en er vrijwel direct door de eigen voorruit het vuur werd geopend op Benaouf. Hoogstwaarschijnlijk gaf Gwenette Martha een liquidatieopdracht met in totaal 7 schutters, onder wie Anouar 'Popeye' B (schutter Audi), Adil 'Kinker' A (schutter Audi), Hamza 'Chiep Chiep' B (bestuurder Audi), Derkaoui 'Pirkie' van der Meijden (schutter Golf) en Naoufal 'Noffel' Fassih (schutter en bestuurder Golf). Het daadwerkelijke doelwit Benaouf wist te ontkomen, omdat hij in het water sprong tussen twee woonboten. De schutters van de Audi gingen vervolgens achter de twee andere jonge mannen aan, waardoor zij van het leven werden beroofd.

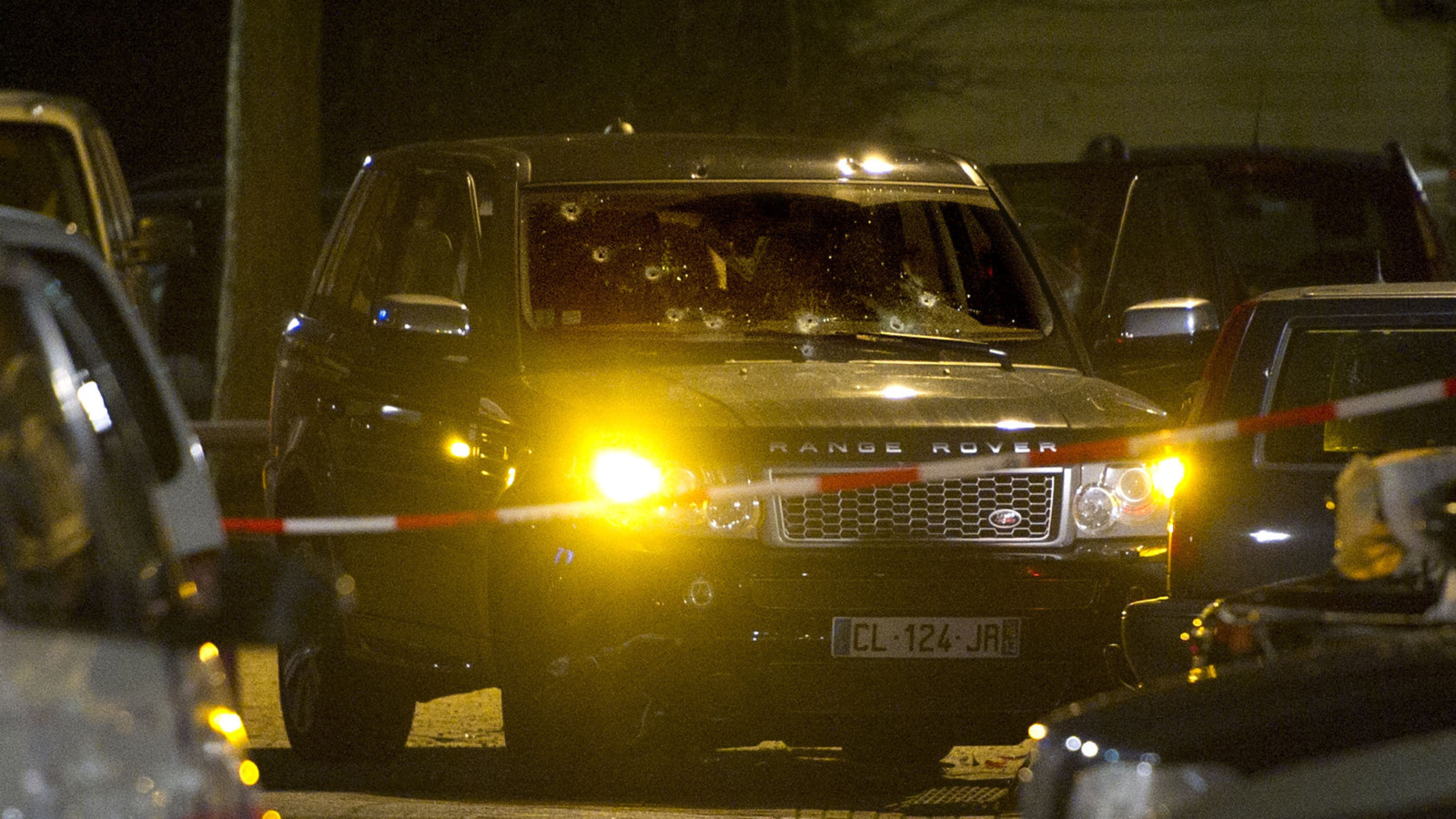
De doorzeefde Range Rover in de Staatsliedenbuurt

Even later, toen de Audi ervandoor ging, stonden twee motoragenten te wachten op de Haarlemmerweg. Toen de agenten de achtervolging wilden inzetten, trapte de bestuurder van de Audi op de rem en werd vrijwel direct een Kalasjnikov uit het raam gehouden en het vuur geopend. De agenten lieten zich uit schrik en omwille van hun eigen veiligheid op de grond vallen om achter de motoren te schuilen. De kogels vlogen dwars door de motoren heen, maar de agenten werden niet geraakt. Hiermee werd de toon gezet in de onderwereldoorlog tussen de twee rivaliserende groepen.
Het iconische beeld van de knipperende lampen van de doorzeefde Range Rover werd het symbool voor de wild west schietpartij in de Staatsliedenbuurt. Burgemeester Eberhard van der Laan classificeerde de volgende dag de schietpartij als 'wildwest'.

## Belangrijke personen
- Gwenette Martha[3]
  - Naoufal Fassih (alias Bolle of Noffel)[3]
  - Najib Bouhbouh (alias Bouh)[4]
  - Richard V. (alias Rico de Chileen)[3]
  - Khalid J. (alias Oog)[5]
  - Derkaoui van der Meijden (alias Pirki)[6]
  - Redouan Boutaka (alias Takka)[4]
  - Chahid Yakhlaf
  - Chafik Yakhlaf
- Nordin El Hajjioui (alias 'Dikke Nordin' van den Dam)[7]
  - Nasserdine T. (alias Nadori & Dikke Turtle)[8][9]
  - Mohamed El Hassani[10]
  - Saïd F. (alias Zonnepit)[11]
  - Abdelkader B. (alias De Jood)[12]
  - Othman El Ballouti[13]
- Benaouf Adaoui (alias Ben)[14]
  - Houssine Ait Soussan (alias Hoes)[14]
  - Abdelhamid Aït Ben Moh (alias Kikker)[15]
  - Omar Lkhorf (alias Suarez)[16]
  - Hicham M. (alias Furby)[17]
  - Mohamed H. (alias Rotje)[18]
  - Marchano Pocorni[19]
  - Rida Bennajem[20]
- Samir Bouyakhrichan (alias Scarface)[21]
  - Karim Bouyakhrichan (alias Taxi)[22]
  - Mustapha El Fachtali (alias Moes)[23]
  - Roger P. (alias Piet Costa)[24]
  - Naima Jillal (alias Tante)[25]
  - Rachid Bouaouzan[26]
- Ridouan Taghi[3]
  - Saïd Razzouki (alias De Kale)[27]
  - Mohammed Razzouki
  - Zaki Razzouki
  - Zakaria A.[28]
  - Achraf B.[29]
  - Caloh Wagoh
  - Nabil B. (alias Appel)[30]
  - Mao R.
  - Mario R.
  - Boris P. (alias De Bosniër)[31]
  - Najim Z. (alias Peace)[32]
  - Gregory F. (alias Greg)[33]

## Criminele activiteiten

### Liquidaties
Onderstaande tabel bevat een lijst van liquidaties die gelinkt worden aan de Mocro Maffia, of leden van de Mocro Maffia. In sommige gevallen gaat het om een formele verdenking.
| Geliquideerde            | Datum             | Plaats                                       | Opmerkingen | Ref          |
| ------------------------ | ----------------- | -------------------------------------------- | --- | ------------ |
| Redouan Boutaka          | 22 april 2012     | Amsterdam                                    | Werd in een waterpijpcafé doodgeschoten. Hij zou een liquidatieopdracht hebben gekregen om Benaouf A. te liquideren. | [ 34 ]       |
| Najeb Bouhbouh           | 18 oktober 2012   | Antwerpen                                    | Werd overdag voor een hotel geliquideerd. Hij was de rechterhand, jeugdvriend en zakenpartner van Gwenette Martha en werd d.m.v. een lokafspraak door zijn goede vriend Chris Bouman, door twee schutters geliquideerd. Vermoedelijk waren de schutters Rida Bennajem en Marchano Pocorni. | [ 34 ]       |
| Patrick Brisban          | 2 december 2012   | Diemen                                       | | [ 35 ]       |
| Youssef Lkhorf           | 29 december 2012  | Amsterdam                                    | Beide jonge mannen (21 & 28) kwamen om het leven in de Staatsliedenbuurt door zware automatische wapens. Het eigenlijke doelwit, Benouaf A., wist te ontkomen. Volgens gekraakte PGP-berichten waren de twee jonge mannen ook betrokken bij de liquidatie van Najeb Bouhbouh in Antwerpen. | [ 34 ]       |
| Saïd el Yazidi           | 29 december 2012  | Amsterdam                                    | Beide jonge mannen (21 & 28) kwamen om het leven in de Staatsliedenbuurt door zware automatische wapens. Het eigenlijke doelwit, Benouaf A., wist te ontkomen. Volgens gekraakte PGP-berichten waren de twee jonge mannen ook betrokken bij de liquidatie van Najeb Bouhbouh in Antwerpen. | [ 34 ]       |
| Rida Bennajem            | 16 maart 2013     | Amsterdam                                    | Werd o.a. ervan verdacht twee liquidaties te hebben gepleegd en een dubbelrol te hebben gespeeld. Omdat hij nog niet betaald kreeg voor zijn werk lokte hij zijn opdrachtgever, Benaouf A., naar de Staatsliedenbuurt. Hierom werd hij vermoedelijk zelf geliquideerd na een lokafspraak. | [ 34 ]       |
| Souhail Laachir          | 26 mei 2013       | Amsterdam                                    | Was de financiële man van kamp Benouaf A. Werd tijdens het feest The Waterfrontfeest na woordenwisselingen en ruzie met de rivaliserende groep doodgeschoten in het Scheepvaartmuseum. | [ 34 ]       |
| Frank Scharrenberg       | 13 augustus 2013  | Marbella                                     | | [ 36 ]       |
| Inchomar B.              | 17 augustus 2013  | Amsterdam                                    | Overleefde de liquidatie. Vermoedelijk had deze aanslag niks met het conflict te maken gezien de vele conflicten die Inchomar al had. | [ 34 ]       |
| Tarik Abdellaoui         | 31 oktober 2013   | Fuengirola                                   | | [ 37 ]       |
| Viktor van den Broeke    | 13 december 2013  | Dominicaanse Republiek                       | | [ 38 ]       |
| Mohammed Alarasi         | 20 januari 2014   | Amersfoort                                   | Vergismoord. Het doelwit zou Samir Jabli zijn geweest. | [ 39 ]       |
| Alexander Gillis         | 20 februari 2014  | Zaandam                                      | Werd ervan verdacht liquidatieopdracht(en) te hebben uitgevoerd voor een van de twee kampen. Als vergelding moest hij dus ook dood. | [ 34 ]       |
| Mohamed el Mayouri       | 22 maart 2014     | Amsterdam                                    | Zou in een rechtszaak in het voordeel van de verdachte als getuigen verklaren. | [ 34 ]       |
| Gwenette Martha          | 22 mei 2014       | Amstelveen                                   | Hij stond aan de top van een van de twee kampen. Toen hij een shoarmarestaurant uit liep kwamen twee mannen met automatische wapens. Minstens 80 kogels werden in zijn lichaam gevonden. | [ 3 ] [ 34 ] |
| Stefan Eggermont Regalo  | 13 juli 2014      | Amsterdam                                    | Vergismoord. Omar Lkorf, de broer van de inmiddels geliquideerde Youssef Lkorf in de Staatsliedenbuurt, was het doelwit. | [ 40 ]       |
| Derkaoui van der Meijden | 18 augustus 2014  | Amsterdam                                    | Werd ervan verdacht betrokken te zijn geweest bij de moorden in de Staatsliedenbuurt als een van de vele schutters. | [ 34 ]       |
| Samir Bouyakhrichan      | 27 augustus 2014  | Marbella                                     | Werd gezien als succesvolle topcrimineel en onderwereldkoning die internationaal te werk ging. | [ 3 ] [ 34 ] |
| Massod Amin Hosseini     | 3 september 2014  | Amsterdam                                    | Werd ervan verdacht betrokken te zijn geweest bij de liquidatie van Alexander Gillis en (volgens politie als schutter) bij de vergismoord Stefan Eggermont. | [ 34 ]       |
| Said Boudakhani          | 24 november 2014  | Antwerpen                                    | | [ 41 ]       |
| Samir Jabli              | 1 december 2014   | Amersfoort                                   | Hij zou betrokken zijn geweest bij een ripdeal. | [ 39 ]       |
| Luana Luz Xavier         | 8 december 2014   | Amstelveen                                   | Nadat haar man, Najib Himmich, van de aardbodem verdwenen leek te zijn, zou Luana naar de politie gegaan zijn om te gaan praten. Om die reden werd ook zij geliquideerd voor de ogen van haar kinderen. | [ 34 ]       |
| Ali Akgün                | 24 december 2014  | Istanboel                                    | | [ 3 ]        |
| Khalid Jafaar            | 27 december 2014  | Panama-Stad                                  | | [ 34 ]       |
| Augustine Nyantakyi      | 28 januari 2015   | Amsterdam                                    | Vergismoord. Het doelwit zou Djaga Djaga (Jason van de rapgroep Greengang) zijn geweest. Zijn vriendin woonde in dezelfde flat en Jason zou regelmatig zijn vriendin bezoeken. | [ 42 ]       |
| Marchano Pocorni         | 2 maart 2015      | Paramaribo                                   | Werd ervan verdacht betrokken te zijn geweest (een van de twee schutters) bij de liquidatie van Najib Bouhbouh in Antwerpen. | [ 34 ]       |
| Abderahim Maihouane      | 15 april 2015     | Sittard                                      | | [ 43 ]       |
| Farid Souhali            | 17 april 2015     | Den Haag                                     | | [ 44 ]       |
| Youssef El Kahtaoui      | 12 mei 2015       | Amsterdam                                    | Vergismoord. Quincy S is hiervoor veroordeeld en het daadwerkelijke doelwit zou Samir 'Taba' Z. zijn geweest. Hij zouden een belangrijke getuige zijn bij de Staatsliedenbuurt-zaak. | [ 45 ]       |
| Ronald Bakker            | 9 september 2015  | Huizen                                       | | [ 46 ]       |
| Peter "Pjotr" R.         | 5 november 2015   | Diemen                                       | Overleefde de liquidatie. | [ 47 ]       |
| Eaneas Lomp              | 9 november 2015   | Krommenie                                    | Een bekende van Gwenette Martha. Lomp was aanwezig bij het feest in het Scheepvaartmuseum toen de financiële man Souhail Laachir werd doodgeschoten. Uit PGP-berichten zouden Nabil 'Lange' Amzieb, Hicham M. en Mohamed H. betrokken zijn geweest bij de uitvoering van de liquidatie. Omar Lkhorf zou de opdrachtgever zijn geweest. | [ 34 ]       |
| Ali Motamed              | 15 december 2015  | Almere                                       | De opdrachtgever zou Naoufal 'Noffel' F. zijn geweest. Hij zou ook een van de van de schutters van de Staatsliedenbuurt-liquidaties zijn geweest. | [ 48 ]       |
| Chahid Yakhlaf           | 31 december 2015  | Kerkdriel                                    | Volgens PGP-berichten was de inmiddels veroordeelde Omar L. de opdrachtgever, omdat Chahid en zijn broer Chafik overlopers zouden zijn geweest. Ook ging het verhaal rond dat Chahid Yakhlaf betrokken zou zijn geweest bij de moord op Gwenette Martha door hem naar buiten te lokken bij een restaurant. | [ 34 ]       |
| Chafik Zidane            | 5 februari 2016   | Rotterdam                                    | | [ 49 ]       |
| Samir Erraghib           | 17 april 2016     | IJsselstein                                  | |              |
| Nabil Amzieb             | 9 mei 2016        | Amsterdam                                    | Hij zou zijn betrokken als schutter (volgens latere PGP-berichten) bij de liquidatie van Eaneas Lomp. Het onthoofde lichaam van Nabil werd gevonden in een uitgebrande Volkswagen Caddy. Zijn hoofd zou een dag later voor het waterpijpcafé Fayrouz Lounge in Amsterdam neergezet zijn. Vermoedelijk zou hij ook betrokken zijn geweest bij de moord op Derkaoui van der Meijden. | [ 3 ]        |
| Abderrahim Belhadj       | 9 mei 2016        | Amsterdam                                    | Djaga Djaga zou hem hebben gelokt. De rechters hebben hem veroordeeld tot een gevangenisstraf van 16 jaar, ondanks dat zij waren overtuigd dat hij geen uitvoerende rol zou hebben gespeeld. | [ 3 ]        |
| Ranko Scekic             | 22 juni 2016      | Utrecht                                      | Zakaria A. zou betrokken zijn geweest bij deze liquidatie. | [ 3 ]        |
| Wout Sabee               | 24 juni 2016      | De Meern                                     | | [ 50 ]       |
| Djordy Latumahina        | 8 oktober 2016    | Amsterdam                                    | Vergismoord. Gino M. zou het doelwit zijn geweest die in hetzelfde appartementencomplex zou wonen. | [ 51 ]       |
| Mitchell Jansen          | 7 december 2016   | Medellin                                     | Net als Nabil Amzieb zou Mitchell betrokken zijn geweest als bestuurder van de vluchtauto op de moord van Eaneas Lomp. Hij zou om onbekende reden in Colombia doodgeschoten zijn. | [ 52 ]       |
| Martin Kok               | 8 december 2016   | Laren                                        | Na eerdere liquidatiepogingen (bom onder zijn auto en een wapen dat weigerde) werd Martin Kok alsnog geliquideerd, nadat hij in zijn auto stapte bij een seksclub in Laren. Martin was de eigenaar van de websiteblog Vlinderscrime. Er wordt gezegd dat Martin alles blindelings op zijn website had gepost als hij een idee of gerucht had zonder dit te onderbouwen. Dit werd niet geaccepteerd door de criminelen, waardoor hij zelf onder vuur werd genomen. Zakaria A. zou de schutter zijn geweest. | [ 3 ]        |
| Hakim Changachi          | 12 januari 2017   | Utrecht                                      | Vergismoord. De schutter Nabil B. is kroongetuige geworden, nadat hij deze vergismoord had gepleegd. Nabil en zijn familie waren bekende van de familie Changachi. Khalid H. zou het doelwit zijn geweest en die eigenlijk in de flat ernaast te woonde. | [ 3 ]        |
| Justin Jap Tjong         | 31 januari 2017   | Amsterdam                                    | | [ 53 ]       |
| Farid Souhali            | 17 april 2017     | Den Haag                                     | | [ 53 ]       |
| Jaïr Wessels             | 7 juli 2017       | Breukelen                                    | | [ 53 ]       |
| Stefaan Bogaerts         | 21 september 2017 | Spijkenisse                                  | | [ 53 ]       |
| Jaouad Aaros             | 11 oktober 2017   | Roermond                                     | Doodgeschoten door politie. | [ 54 ]       |
| Hamza Chaib              | 3 november 2017   | Marrakesh                                    | Vergismoord. Het doelwit Mustapha 'Moes' F stond enkele minuten eerder op, waardoor Hamza Chaib op zijn plek ging zitten. Hamza had ook een wit T-shirt aan, hierdoor hadden de schutters de verkeerde doodgeschoten. Hamza was de zoon van een hoge rechter in Marokko en een student geneeskunde. | [ 55 ]       |
| Ahmed Nissi              | 9 november 2017   | Den Haag                                     | | [ 56 ]       |
| Timon Badloe             | 28 november 2017  | Utrecht                                      | | [ 57 ]       |
| Soufiane Zouagh          | 9 januari 2018    | Breda                                        | | [ 58 ]       |
| Anass El Ajjoudi         | 17 januari 2018   | Amsterdam                                    | | [ 59 ]       |
| Reduan B.                | 29 maart 2018     | Amsterdam                                    | Broer van kroongetuige Nabil B. in het Marengo-proces. Omdat Nabil B. niet gepakt kon worden, doordat hij naar de politie is gestapt als kroongetuige, gingen de liquidatieopdrachten uit naar zijn broer als vergelding. | [ 60 ]       |
| David Avila              | 12 mei 2018       | Marbella                                     | | [ 61 ]       |
| Jamal M.                 | 23 juli 2018      | Barcelona                                    | | [ 62 ]       |
| Hamza Ziani              | 27 oktober 2018   | Torremolinos                                 | | [ 63 ]       |
| Abdelhadi Yaqout         | 21 januari 2019   | Marbella                                     | Familielid van Naoufal 'Noffel' F. | [ 64 ]       |
| Shaquille Goedhart       | 2 mei 2019        | Amsterdam                                    | | [ 65 ]       |
| Danny Dennis Groenveld   | 5 mei 2019        | Paramaribo                                   | | [ 66 ]       |
| Cadisha Prieka           | 5 mei 2019        | Paramaribo                                   | | [ 66 ]       |
| Inchomar Balentien       | 21 juli 2019      | Amsterdam                                    | | [ 67 ]       |
| Derk Wiersum             | 18 september 2019 | Amsterdam                                    | Advocaat van kroongetuige Nabil B. in het Marengo-proces. | [ 68 ]       |
| Rachid Kotar             | 12 december 2019  | Amstelveen                                   | | [ 69 ]       |
| Omar Essalih             | 2 mei 2020        | Amsterdam                                    | | [ 70 ]       |
| Ibrahim Azaim            | 10 mei 2020       | Rotterdam                                    | | [ 71 ]       |
| Serdar Ay                | 20 oktober 2020   | Amsterdam                                    | Vergismoord. | [ 72 ]       |
| Ayla Mintjes             | 16 mei 2021       | Amsterdam                                    | Ayla Mintjes zat naast het doelwit in de auto. Het doelwit was haar vriend Anis B. Ayla Mintjes werd dodelijk geraakt door het vuurwapen. | [ 73 ]       |
| Peter R. de Vries        | 15 juli 2021      | Amsterdam                                    | Vertrouwenspersoon van kroongetuige Nabil B. in het Marengo-proces. | [ 74 ]       |
| Ebrahim Buzhu            | 15 januari 2022   | Chiclana de la Frontera, nabij Cádiz, Spanje | | [ 75 ]       |
| Firdaous El J.           | 9 januari 2023    | Antwerpen                                    | | [ 76 ]       |

### Verdwijningen
| Verdwenen persoon  | Sinds | Plaats    | Opmerkingen                                                                                             | Referenties |
| ------------------ | ----- | --------- | --- | ----------- |
| Najib Himmich      | 2014  | Benahavís | Aanwezig tijdens liquidatie Samir Bouyakhrichan.                                                        | [ 77 ]      |
| Abdelkader Bouker  | 2016  | Antwerpen | Ontvoerd.                                                                                               | [ 78 ]      |
| Churisan Allen     | 2018  | Amsterdam | | [ 79 ]      |
| Naima Jillal       | 2019  | Amsterdam | Ontvoerd. In 2022 werden foto's van haar verminkte lijk op een PGP-telefoon gevonden van Ridouan Taghi. | [ 80 ]      |
| Mohamed Anaya      | 2019  | Rotterdam | | [ 81 ]      |
| Jamal Bouaouiouich | 2020  | Marbella  | Ontvoerd.                                                                                               | [ 82 ]      |

## Strafzaken

### 26Koper
Tijdens een onderzoek naar autodiefstallen in Rotterdam deed de politie een grote wapenvondst in Nieuwegein. Uit communicatie tussen de verdachten bleek volgens het Openbaar Ministerie dat zij zware misdrijven voorbereidden. In eerste instantie achtte de rechter niet bewezen dat zij concrete liquidaties voorbereidden. De verdachten kregen daarom slechts acht van de geëiste zeventien jaar celstraf. In hoger beroep achtte de rechter voorbereiding van liquidaties wel bewezen en gaf 13 tot 14,5 jaar celstraf.

### Eris
In de strafzaak Eris staan 21 leden van de motorclub Caloh Wagoh terecht, onder wie hoofdverdachte Delano "Keylow" R. Volgens het Openbaar Ministerie voerden zij vijf moorden en diverse pogingen daartoe uit in opdracht van Ridouan Taghi. Tony de G. is kroongetuige in deze zaak. Hoofdverdachten Delano R., Feno D. en Jermaine B. werden in juli 2022 veroordeeld tot een levenslange gevangenisstraf. Daarnaast werden nog 15 andere verdachten veroordeeld. Er is hoger beroep ingesteld door het Openbaar Ministerie tegen 11 van de 21 vonnissen. Op 10 oktober 2023 heeft het hof weer getuigen gehoord.

### Dikke Nordin
Nordin El Hajjioui, bijgenaamd "Dikke Nordin van den Dam", groeide uit van kleine dealer tot spilfiguur in de Antwerpse cocaïnehandel in België. In 2015 werd El Hajjioui door de Belgische justitie veroordeeld voor drugsfeiten, maar hij vluchtte naar Dubai, waarvandaan hij  zijn drugsimperium verder uitbouwde in Antwerpen en omstreken. Eind maart 2024 leverde Dubai hem uit aan België. Tegen de drugsbaron lopen zeven dossiers wegens grootschalige cocaïnehandel, illegale wapenhandel en drugsgeweldpleging.